# Carlos Manuel de Céspedes (municipalité)
Pour les articles homonymes, voir Céspedes.
Carlos Manuel de Céspedes – en forme brève Céspedes – est une localité et une municipalité de Cuba dans la province de Camagüey.

## Toponymie
Elle doit son nom à Carlos Manuel de Céspedes, ancien président de Cuba, surnommé le « père de la patrie ».

### Situation
La municipalité de Céspedes est à l'est de la partie centrale du pays, et en limite ouest de la province de Camagüey. Par route elle se trouve à 
485 km au nord-ouest de La Havane et
59 km sud-est de Camagüey sa capitale de province.

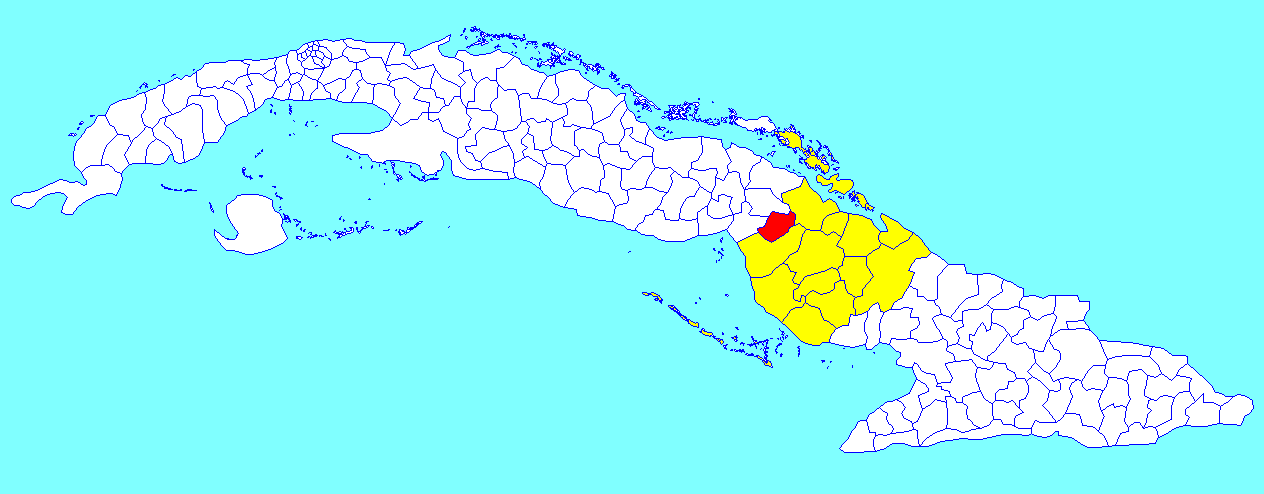
Municipalité de Céspedes dans la province de Camagüey

## Municipalités voisines

### Divisions administratives
Céspedes a cinq consejos populares :
- Céspedes
- Estrella
- Piedrecitas
- El Quirch
- Magarabomba

## Population
En 2022 la population de la municipalité est estimée à 22 842 habitants. Pour une surface de 664,1 km2, la densité est de 34,39 habitants/km².